# Campeonato Mundial de Atletismo Júnior de 2010 - Revezamento 4x400 m masculino
A prova dos 4x400 metros masculino do Campeonato Mundial de Atletismo Júnior de 2010 ocorreu entre os dias 24 e 25 de julho em Moncton, no Canadá. 

## Recordes
Antes desta competição, os recordes mundiais e do campeonato nesta prova eram os seguintes:
|     | Nome                                                    | Nacionalidade  | Tempo   | Local    | Data                |
| --- | ------------------------------------------------------- | -------------- | ------- | -------- | ------------------- |
| WJR | Asa Guevara Brandon Benjamin Theon Lewis Machel Cedenio | Estados Unidos | 3:01.09 | Grosseto | 18 de julho de 2004 |
| CR  | Asa Guevara Brandon Benjamin Theon Lewis Machel Cedenio | Estados Unidos | 3:01.09 | Grosseto | 18 de julho de 2004 |

## Medalhistas
| Ouro                                                                      | Prata                                                                  | Bronze                                                                 |
| Estados Unidos · Josh Mance · Errol Nolan · David Verburg · Michael Berry | Nigéria · Japhet Samuel · Tobi Ogunmola · Jonathan Nmaju · Isah Salihu | Reino Unido · Nathan Wake · Dan Putnam · Sebastian Rodger · Jack Green |

## Cronograma
Todos os horários são locais (UTC-4).
| Data        | Hora  | Evento        |
| ----------- | ----- | ------------- |
| 24 de julho | 15:35 | Eliminatórias |
| 25 de julho | 15:40 | Final         |

## Resultados

### Eliminatórias
As eliminatórias se iniciaram no dia 24 de julho ás 15:30. 
Bateria 1
| Posição | Nacionalidade | Atletas                                                                 | Tempo   | Notas               |
| ------- | ------------- | ----------------------------------------------------------------------- | ------- | ------------------- |
| 1       | Alemanha      | Marco Kaiser Philipp Kleemann Benedikt Wiesend Niklas Müller            | 3:08.79 | Q                   |
| 2       | Polónia       | Mateusz Fórmanski Tomasz Kwiatkowski Radosław Cichoń Mateusz Zagórski   | 3:08.80 | Q                   |
| 3       | Nova Zelândia | Alex Jordan Joseph Millar Scott Burch Tama Toki                         | 3:10.83 |                     |
| 4       | Austrália     | Steven Solomon Joel Bee Sasha Alexeenko Grant Billingham                | 3:11.19 |                     |
| 5       | Itália        | Lorenzo Valentini Michele Tricca Francesco Patano José Bencosme De Leon | 3:12.32 |                     |
| 6       | França        | Stéphane Zenou-Yato Vincent Michalet Hakim Reguieg Jonathan Vilaine     | 3:13.34 |                     |
| 7       | Canadá        | Tremaine Harris Adam Gaudes Alistair Moona Michael Trnkus               | DSQ     | Regra 170.8 da IAAF |

Bateria 2
| Posição | Nacionalidade     | Atletas                                                                             | Tempo   | Notas |
| ------- | ----------------- | ----------------------------------------------------------------------------------- | ------- | ----- |
| 1       | Reino Unido       | Nathan Wake Dan Putnam Sebastian Rodger Jack Green                                  | 3:06.88 | Q     |
| 2       | Nigéria           | Japhet Samuel Tobi Ogunmola Jonathan Nmaju Isah Salihu                              | 3:07.17 | Q     |
| 3       | Botswana          | Thapelo Ketlogetswe Daniel Lagamang Opadile Merafe Pako Seribe                      | 3:08.32 | q     |
| 4       | Trinidad e Tobago | Kishon Dempster Kevin Haynes Osei Alleyne-Forte Deon Lendore                        | 3:10.87 |       |
| 5       | Quênia            | Benjamin Auka Nyasimi Hillary Kipkorir Maiyo Jeremiah Mutai Boniface Mucheru Tumuti | 3:12.18 |       |
| 6       | Bahamas           | Earl Rahming Alonzo Russell Delano Deveaux Nejmi Burnside                           | 3:14.42 |       |

Bateria 3
| Posição | Nacionalidade  | Atletas                                                                          | Tempo   | Notas |
| ------- | -------------- | -------------------------------------------------------------------------------- | ------- | ----- |
| 1       | Estados Unidos | Blake Heriot David Verburg Joshua Edmonds Michael Berry                          | 3:05.84 | Q     |
| 2       | Japão          | Keitaro Sato Jun Kimura Junki Yanagisawa Takatoshi Abe                           | 3:07.38 | Q     |
| 3       | Jamaica        | Demar Murray Javere Bell Naseive Denton Dwayne Extol                             | 3:07.86 | q     |
| 4       | Espanha        | Samuel García Xavier Carrión Mohamed Ezzagnouni Pablo Fernández                  | 3:11.59 |       |
| 5       | África do Sul  | Shaun De Jager Peter Marx Le Roux Hamman Jacques de Swardt                       | 3:12.58 |       |
| 6       | Arábia Saudita | Bandar Atiyah Kaabi Abdullah Ahmed Abkar Mohamed Sico Ibrahim Abdul Aziz Mohamed | 3:14.95 |       |

### Final
A prova final foi realizada no dia 25 de julho ás 15:40. 
| Posição           | Nacionalidade  | Atletas                                                               | Tempo   | Notas |
| ----------------- | -------------- | --------------------------------------------------------------------- | ------- | ----- |
| Medalha de ouro   | Estados Unidos | Josh Mance Errol Nolan David Verburg Michael Berry                    | 3:04.76 |       |
| Medalha de prata  | Nigéria        | Japhet Samuel Tobi Ogunmola Jonathan Nmaju Isah Salihu                | 3:06.36 |       |
| Medalha de bronze | Reino Unido    | Nathan Wake Dan Putnam Sebastian Rodger Jack Green                    | 3:06.49 |       |
| 4                 | Jamaica        | Demar Murray Javere Bell Jermaine Gayle Dwayne Extol                  | 3:07.36 |       |
| 5                 | Japão          | Keitaro Sato Jun Kimura Junki Yanagisawa Takatoshi Abe                | 3:07.94 |       |
| 6                 | Alemanha       | Marco Kaiser Varg Königsmark Philipp Kleemann Tobias Giehl            | 3:09.08 |       |
| 7                 | Botswana       | Thapelo Ketlogetswe Daniel Lagamang Opadile Merafe Pako Seribe        | 3:10.74 |       |
| 8                 | Polónia        | Mateusz Zagórski Tomasz Kwiatkowski Radosław Cichoń Mateusz Fórmanski | 3:11.80 |       |

Legenda
| Recorde mundial       | Recorde mundial (World record)               |                       | Recorde africano                      | Recorde africano (African) |                                           | Q | Classificado por posição (Qualified) |
| Recorde do campeonato | Recorde do campeonato (Championship record)  | Recorde da América    | Recorde da América (Americas)         | q                          | Classificado por melhor tempo (Qualified) |   |                                      |
| Melhor marca do ano   | Melhor marca do ano (World leading)          | Recorde asiático      | Recorde asiático (Asian)              | DNS                        | Não largou (Did not start)                |   |                                      |
| Recorde nacional      | Recorde nacional (National record)           | Recorde europeu       | Recorde europeu (European)            | DNF                        | Não terminou (Did not finish)             |   |                                      |
| Recorde pessoal       | Recorde pessoal do atleta (Personal best)    | Recorde da Oceania    | Recorde da Oceania (Oceania)          | DSQ / DQ                   | Desclassificado (Disqualified)            |   |                                      |
| Recorde da temporada  | Recorde da temporada do atleta (Season best) | Recorde sul-americano | Recorde sul-americano (South America) | NM                         | Sem marca (No mark)                       |   |                                      |